# Eupithecia secura
Eupithecia secura là một loài bướm đêm trong họ Geometridae.